# IC 4804
IC 4804 је спирална галаксија у сазвјежђу Паун која се налази на листи објеката дубоког неба у Индекс каталогу.
Деклинација објекта је - 61° 49' 59" а ректасцензија 19h 1m 7,5s. Привидна величина (магнитуда) објекта IC 4804 износи 14,1 а фотографска магнитуда 14,8. IC 4804 је још познат и под ознакама ESO 141-18, PGC 62685.